# Блогът
„Блогът“ (на английски: The Unknown) е американски сериал, който се излъчва в стрийминг услугата Crackle на 13 юли 2012 г.
Състои се от 6 части. В сериала участват Доминик Моханън, Браян Краус, Тони Голдуин, Кристофър Маркет, Францис Фишър, Кейт Сийгъл, Тарин Манинг, Гбенга Акинагбе, Уилям Атъртън, Части Балестерос и Джоан Барон.

## В България
В България сериалът започва излъчване през 2015 г. по bTV Action. Дублажът е войсоувър в студио VMS и в него участва Йоанна Драгнева.